# Поза рингом
Поза рингом (англ. Beyond the Ring) — американський фільм 2008 року.

## Сюжет
Історія життя чемпіона з бойових мистецтв Андре Ліма, який закінчив виступати на ринзі після смерті своєї дружини. Усі наступні 9 років він присвячує своїм дітям. Але коли здоров'я його дочки погіршується, а фінанси на її лікування закінчуються, він приймає рішення повернутися на ринг.

## У ролях
- Андре Ліма — Андре
- Мартін Коув — дядя Патрік
- Гері Б'юзі — Тоні Де Лука
- Брю Купер — Деррік Веб
- Айка Ліма — Джессіка
- Джозеф Нерлінгер — Джозеф
- Джастіс Сміт — Зулу
- Дженніфер Чу — Вероніка
- Джон Дейнан — доктор Грант
- Крістіанні Ліма — Єлена
- Річард Блер Лі — Річард
- Девід Мічі — Вінсент
- Джейсон Меддокс — Айдан Меддокс